# Prinz Kuckuck
Prinz Kuckuck (o Prinz Kuckuck - Die Höllenfahrt eines Wollüstlings) è un film muto del 1919 diretto da Paul Leni.
Il commediografo Georg Kaiser ridusse per lo schermo, firmando la sceneggiatura, un romanzo di Otto Julius Bierbaum. Probabilmente, la storia del cuculo Felix doveva proseguire in un secondo film che però non vide mai la luce.

## Trama
Henry Felix, figlio adottivo di Kraker, un milionario eccentrico, è un giovane che si diverte scialacquando i suoi soldi. E quando Kraker muore lasciandolo erede della sua fortuna, i nipoti del defunto, Carl e Berta, si sentono offesi di essere stati preferiti a quella sorta di cuculo. Così, architettano alcuni piani per recuperare il denaro dell'eredità. Carl diventa un suo inseparabile compagno e lo induce a ogni sorta di dissolutezza, cercando in questo modo di portarlo alla distruzione. Tenta anche di ucciderlo, ma muore invece lui. Il cuculo, adesso, è pronto a una serie di nuove avventure.

## Produzione
Il film fu prodotto dalla Gloria-Film GmbH.

## Distribuzione
Con visto di censura al settembre 1919, il film venne presentato in prima alla Marmorhaus di Berlino il 24 settembre 1919. In Germania venne usato il titolo breve Prinz Kuckuck o quello lungo, Prinz Kuckuck - Die Höllenfahrt eines Wollüstlings.
La pellicola viene considerata perduta.